# Inborn
Inborn, aussi stylisé Inborn! ou INBORN!, est un groupe luxembourgeois d'électro rock. Depuis sa création en 2002, le groupe est composé d'Arthur Glass (voix, guitares, synthétiseurs), Ben Thommes (guitares), Jeff Braun (basse), Max Thommes (batterie, programmation, voix), Jan Kerscher (depuis 2010, rhodes, voix) et Claude Meisch (jusqu'en 2005, percussions). Le groupe compte deux albums et deux EP.

## Histoire

### Débuts (2003-2009)
Le groupe est formé en 2002. Dès sa formation, Inborn bénéficie d'une forte exposition médiatique en remportant le concours Emergenza pour le Luxembourg et la Belgique en 2003. Le groupe est très vite considéré comme l'un des nouveaux venus les plus en vue et commence à se produire au Luxembourg, en Allemagne, en Belgique et en France. Deux ans plus tard, en 2005, ils sortent leur premier album studio, The Headtrance Session. Après les nombreux sons expérimentaux de leur premier album, le groupe explore une approche plus brute et dépouillée de sa musique, ce qui aboutit à leur deuxième album Chef d'œuvre, sorti en 2007 sur le label indépendant Finest Noise Records. Influencé par les Stooges et le post-hardcore abrasif de Converge et The Blood Brothers, l'album n'a pourtant pas suscité de réactions significatives.

### En vogueetPersona(2010–2019)
Au cours d'un enregistrement secret aux Ghostcity Studios de Jan Kerscher, le groupe décide de faire évoluer le son collectif vers de nouveaux territoires, créant un style qualifié par certains critiques de « dance rock du XXIe siècle » ou même de « disco progressif ». L'EP En vogue et le single Trash is the New Glam sortent finalement en avril 2010,. Dès lors, Inborn attire beaucoup d'attention et suscite l'intérêt du producteur américain Ross Robinson, qui permettra au groupe d'entrer dans son studio en septembre 2010 pour enregistrer son premier album officiel,,.
Dès 2011, ils sortent l'album Persona, qui est bien accueilli par l'ensemble de la presse spécialisée. L'album est enregistré à Bruxelles, en Belgique. En 2012, le groupe célèbre ses dix ans d'existence à l'Exit07. Le groupe ne montre plus signe d'activités depuis 2019.

## Discographie
- 2005 : The Headtrance Session
- 2007 : Chef d'œuvre
- 2010 : En vogue (EP)
- 2011 : Persona